# Lontra (Minas Gerais)
Lontra – miasto i gmina w Brazylii, w stanie Minas Gerais.